# Ryks
Ryks (Ryx) – polski herb szlachecki, odmiana herbu Leliwa.

## Opis herbu
Opis z wykorzystaniem zasad blazonowania, zaproponowanych przez Alfreda Znamierowskiego:
Na tarczy czterodzielnej w polu I - półksiężyc, a nad nim gwiazda sześciopromienna, II i III - skrzydło, w IV - lilia.

## Najwcześniejsze wzmianki
Podług Ostrowskiego herb przyznany w Prusach rodzinie Ryxów z warszawskiego w 1804 przy potwierdzeniu szlachectwa. 

## Herbowni
Jedna rodzina herbownych:
Ryks.